# Mongolia en los Juegos Paralímpicos de Tokio 2020
Mongolia estuvo representada en los Juegos Paralímpicos de Tokio 2020 por once deportistas, siete hombres y cuatro mujeres.

## Medallistas
El equipo paralímpico mongol obtuvo las siguientes medallas:
| Nombre                | Deporte                   | Evento            |
| --------------------- | ------------------------- | ----------------- |
| Oro                   |                           |                   |
| Sodnompiljee Enjbayar | Levantamiento de potencia | –107 kg masculino |
| Plata                 |                           |                   |
| —                     |                           |                   |
| Bronce                |                           |                   |
| —                     |                           |                   |